# Jihad Ayoub
Jihad Khaled Ayoub (Porlamar, 30 de marzo de 1995) es un futbolista venezolano, nacionalizado libanés, que juega como centrocampista para el Safa SC de la Primera División del Líbano.

## Selección nacional
Hizo su debut con la selección de fútbol de Líbano el 1 de diciembre de 2021 en un encuentro de la Copa Árabe de la FIFA 2021 contra Egipto que finalizó con un resultado de 1-0 a favor del combinado egipcio tras el gol de Mohamed Magdy.

## Clubes
| Club                        | País      | Año       | Partidos | Goles |
| --------------------------- | --------- | --------- | -------- | ----- |
| Al Ahed FC                  | Líbano    | 2017      | 1        | 1     |
| Shabab Al Sahel FC (cedido) | Líbano    | 2017-2018 |          |       |
| Shabab Baalbeck SC          | Líbano    | 2018-2019 | 20       | 2     |
| Al Ansar FC                 | Líbano    | 2019-2022 | 38       | 2     |
| PSS Sleman                  | Indonesia | 2022-2024 | 46       | 6     |
| Safa SC                     | Líbano    | 2024-     | 7        | 1     |